# Ustavodajna skupščina Ljudske republike Slovenije
Ustavodajna skupščina Ljudske republike Slovenije je bila ustavodajno telo Ljudske republike Slovenije, ki je bila izvoljena 27. oktobra 1946.

## Delo
Prva seja je potekala 18. novembra 1946, ki jo je vodil Oton Župančič kot najstarejši prisotni poslanec do izvolitve predsednika - Ferda Kozaka.
Na tretji seji 20. novembra 1946 je skupščina sprejela Poslovnik Ustavodajne skupščine Ljudske republike Slovenije. 17. januarja 1947 je skupščina sprejela Ustavo Ljudske republike Slovenije, s čimer se je skupščina preimenovala v Ljudsko skupščino LRS.  

## Člani
Skupščino je sestavljalo 120 poslancev. Njena sestava je bila skoraj popolnoma enaka kot je bila sestava 1. ljudske skupščine Ljudske republike Slovenije, izvoljene 1947. 
- Anton Ingolič
- Božidar Jakac
- Boris Kidrič (zamenjala ga je žena)
- Zdenka Kidrič (zamenjala moža)
- Edvard Kocbek
- Ferdo Kozak
- Oton Župančič

## Odbori
- Ustavodajni odbor
- Odbor za gospodarski načrt in finance
- Mandatno-imunitetni odbor
- Administrativni odbor
- Odbor za prošnje in pritožbe